# Binnengärtenstraße 6, 7 (Bitterfeld)

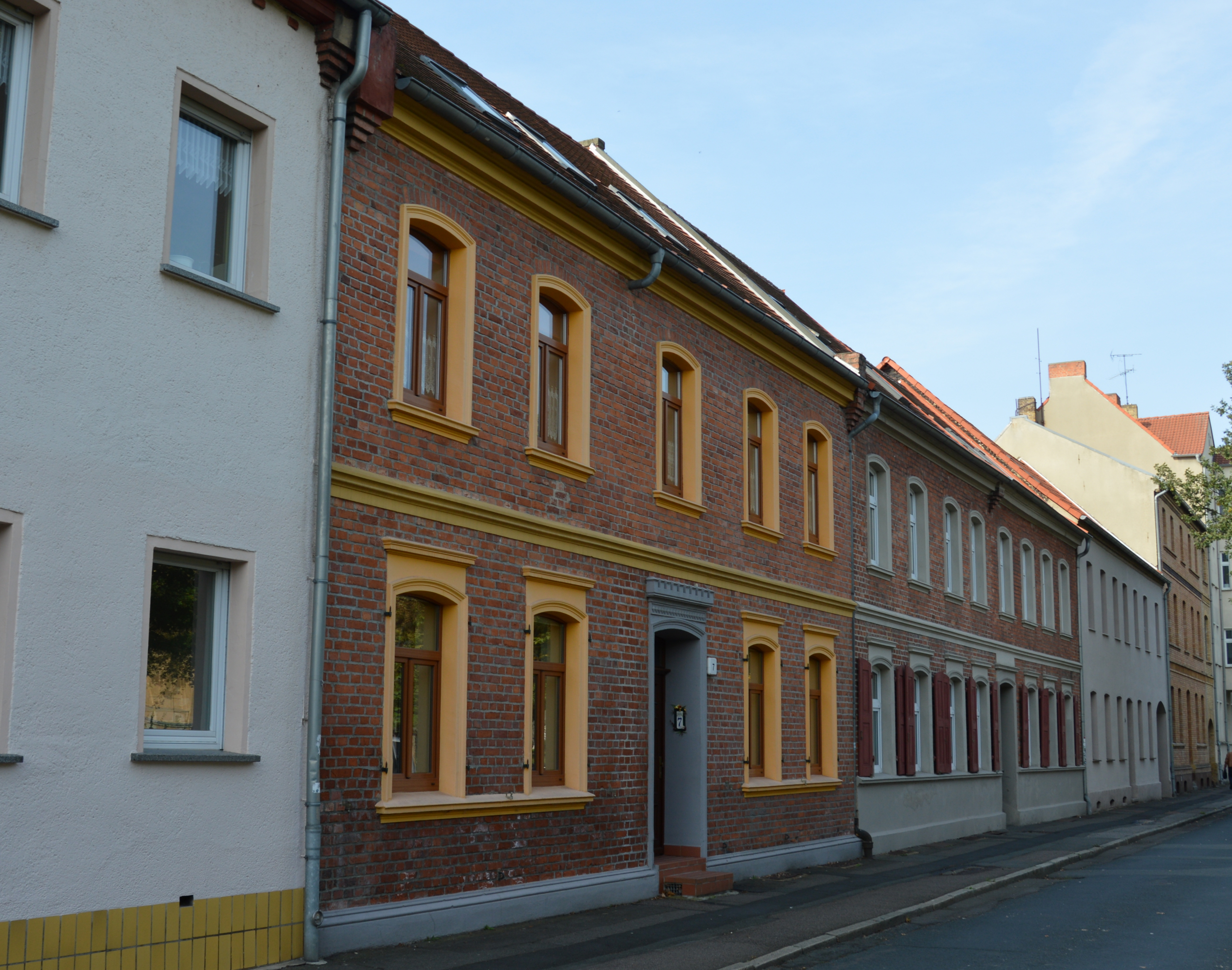
Binnengärtenstraße 6,

Binnengärtenstraße 6, 7 ist eine denkmalgeschützte Häusergruppe in Bitterfeld-Wolfen in Sachsen-Anhalt.

## Lage
Sie befindet sich im Stadtzentrum von Bitterfeld auf der Westseite der Binnengärtenstraße.

## Architektur und Geschichte
Die Häusergruppe besteht aus zwei aneinandergrenzenden traufständigen Wohnhäusern. Die beiden zweigeschossigen Ziegelbauten stammen aus der zweiten Hälfte des 19. Jahrhunderts und sind in weiten Teilen identisch ausgeführt. Sie sind schlicht ausgeführt und gut proportioniert. Es besteht ein beide Häuser gleichermaßen durchlaufendes Gesimsband. Die verputzten Fensteröffnungen kontrastieren zur sonst ziegelsichtigen Fassade. Es sind noch diverse Fenster und Fensterläden bauzeitlich erhalten (Stand 2004).
Im örtlichen Denkmalverzeichnis ist die Häusergruppe unter der Erfassungsnummer 094 81619 als Baudenkmal eingetragen.